# Подплеша
Подплеша (укр. Підплеша) — село в Нересницкой сельской общине Тячевского района Закарпатской области Украины.
Население по переписи 2001 года составляло 1244 человека. Почтовый индекс — 90541. Телефонный код — 3134. Код КОАТУУ — 2124484802.